# Pierre de La Broue
Pierre de La Broue, né le 8 février 1644 à Toulouse et mort le 20 septembre 1720 à Mirepoix (Ariège), est un évêque français. Il figure parmi les appelants les plus en vue du mouvement janséniste au début du XVIIIe siècle.

## Biographie
Issu d'une famille de robe de Moissac, il entra dans l'état ecclésiastique. Vers l'âge de 24 ans, il alla étudier à Paris où il fut reçu docteur en théologie. Prédicateur apprécié à la cour, il fut très lié avec Bossuet. Il prononça l'oraison funèbre de Marie-Anne de Bavière, dauphine de France.
Il fut nommé évêque de Mirepoix en 1679 et fonda dans son diocèse le grand séminaire de Mazères ainsi que les petits séminaires de Fanjeaux et de Belpech. Lors de son épiscopat, il installa à Mirepoix une confrérie de la miséricorde et s'occupa beaucoup des nécessiteux, tout en démontrant une certaine ambition puisqu'il demanda à être nommé député pour les états de Languedoc, charge qui jamais ne lui incombera.
En 1694, il fut élu mainteneur de l'Académie des Jeux floraux, où il avait été primé dans sa jeunesse pour une composition intitulée Adieu aux muses profanes.
Avec les évêques de Senez (Jean Soanen), de Montpellier (Charles-Joachim Colbert de Croissy) et de Boulogne (Pierre de Langle), il fut l'un des quatre opposants à la bulle Unigenitus du pape Clément XI contre les jansénistes en 1717.

« Je ne saurais m'empêcher de la regarder comme une de ces portes que l'enfer m'avait promis, qui ne prévaudraient pas contre son Église. »

Conformément à sa volonté, Pierre de La Broue fut enterré au séminaire de Mazères.

## Publications
- Oraison funèbre de très haute, très puissante et excellente princesse Marie-Anne-Christine de Bavière, dauphine de France, prononcée à Saint-Denis, le 5 juin 1690, par messire Pierre de La Broüe (1690)
- Catéchisme du diocèse de Mirepoix. Par le commandement de monseigneur l'illustrissime & révérendissime Pierre de La Broüe évêque de Mirepoix, conseiller du Roy en ses conseils (1699)
- Première Lettre pastorale de Mgr La Broüe aux nouveaux réunis de son diocèse (1702)
- Projet de mandement et d'instruction pastorale de M. l'évêque de Mirepoix au sujet de la constitution de N. S. P. le Pape, du 8 septembre 1713 (1714)
- Défense de la grâce efficace par elle-mesme, par feu Mre Pierre de La Brouë (1721)